# Любартовский уезд
Любартовский уезд — административная единица в составе Люблинской губернии Российской империи, существовавшая c 1837 года по 1919 год. Административный центр — город Любартов.

## История
Уезд образован в 1837 году в составе Люблинской губернии Российской империи. В 1919 году преобразован в Любартувский повят Люблинского воеводства Польши.

## Население
По переписи 1897 года население уезда составляло 86 894 человек, в том числе в городе Любартов — 5237 жит., в городе Ленча — 3767 жит.

### Национальный состав
Национальный состав по переписи 1897 года:
- поляки — 70 785 чел. (81,5 %),
- евреи — 10 045 чел. (11,6 %),
- немцы — 3712 чел. (4,3 %),
- украинцы (малороссы) — 1590 чел. (1,8 %),

## Административное деление
В 1913 году в состав уезда входило 14 гмин: 
| - Вельке — с. Вельке, - Каменка — пос. Каменка, - Луцка — д. Загроды, - Людвин — д. Людвин, - Люшава — с. Лешковипе, - Немце — с. Немце, - Рудно — с. Рудно, | - Самокленски — д. Самокленски, - Спичин — д. Спичин, - Сырники — с. Сырники, - Тарло — д. Недзвяда, - Фирлей — пос. Фирлей, - Худоволя — пос. Михов, - Чемерники — пос. Чемерники, |